# Phyllanthus pacificus
Phyllanthus pacificus är en emblikaväxtart som beskrevs av Johannes Müller Argoviensis. Phyllanthus pacificus ingår i släktet Phyllanthus och familjen emblikaväxter.
Artens utbredningsområde är Marquesasöarna. Inga underarter finns listade i Catalogue of Life.